# Minstrel in the Gallery
Minstrel in the Gallery ist das achte Studioalbum der Progressive-Rock-Band Jethro Tull.

## Geschichte
Die Band nahm das Album 1975 während der Tournee zum Vorgängeralbum War Child innerhalb von zwei Monaten auf. Aufnahmeort war Monte-Carlo. Das Album wurde im September 1975 veröffentlicht. 2002 erschien eine remastered CD mit den Songs der LP-Version und fünf Bonustiteln. 2015 wurde die CD als 40th Anniversary Edition mit Abmischungen von Steven Wilson veröffentlicht und erreichte damit in Deutschland die höchste Chartposition seiner Geschichte.

## Album
Die Stücke enthalten in abwechslungsreicher Folge Elemente des Progressive Rock und des Folk. Ian Anderson setzt die Querflöte überwiegend als Rockinstrument ein, während in den leiseren Passagen seine akustische Gitarre im Vordergrund steht. Mehr als auf früheren Tull-Alben findet man Streicher-Arrangements. Alle Stücke der LP-Version sind in Molltonarten geschrieben, oder wenn sie zunächst in Dur beginnen enden sie in Moll, außer beim letzten Stück "Grace", dort ist es umgekehrt.
In einigen der poetischen und anspielungsreichen Texte arbeitete Ian Anderson seine 1974 erfolgte Scheidung von Jennie Franks auf. Fünf der sieben Stücke der LP-Version beginnen mit scheinbar beiläufig gesprochenen Worten.

### LP-Version
Das Titelstück handelt von einem Spielmann, der von oben herab auf die Menschen schaut. Einige entstammen der Vergangenheit, andere der Moderne. Mehrere Strophen werden mit der akustischen Gitarre begleitet, bevor ein rockiges Zwischenstück einsetzt und dieselben Strophen rockig gesungen werden.
Cold Wind to Walhalla spielt in der germanischen Sagenwelt, in der die Walküren zur Walhall reiten. Der Text ist poetisch und düster. Das Stück beginnt mit dem gesprochenen Titel und wird mit Gesang, akustischer Gitarre und Querflöte, zunehmend auch Streichern, fortgesetzt. Später wird das Stück durch Martin Barres E-Gitarrenspiel sehr rockig.
Black Satin Dancer handelt von einer Tänzerin in schwarzer Seide, die vom Sänger auf poetische Art umworben wird. Er wünscht sich, dass sie zu ihm ins Bett geht. Der Song beginnt langsam. Neben Gesang, Akustikgitarre, Querflöte und E-Bass ist John Evan am Klavier zu hören. Das Stück entwickelt sich zum rockigsten Stück des Albums, mit langen instrumentalen Phasen. Am Ende kehrt es zum Anfangsmotiv zurück, in dem diesmal auch Streicher zu hören sind.
Im Stück Requiem geht es um das Verlassenwerden. Wie ein Vogel und ein Schmetterling plötzlich verschwinden, wird der Sänger von einer Frau verlassen. Das Tempo ist gemessen, die Stimmung des Liedes gedrückt, einem Requiem entsprechend. Neben Ian Anderson, der weich und verhalten singt und Akustikgitarre spielt, sind nur Jeffrey Hammond-Hammond am Bass sowie die Streicher zu hören, darunter ein Cello.
One White Duck / 010 = Nothing at All bezieht sich auf eine in England häufige Dekoration. Drei fliegende Enten auf Porzellan hängen dort an vielen Wänden. In dem Song ist nur noch eine Ente übrig, was auf die zerbrochene Familie des Sängers hindeutet. Er steht mit leeren Händen da, symbolisiert auch durch die Aussage, dass Null hoch zehn gleich Null ist. Das Lied wurde lediglich von Anderson und Streichern eingespielt, die den Refrain pizzicato spielen.
Das längste Stück auf dem Album und drittlängste auf allen Jethro-Tull-Alben ist Baker St. Muse, welches das Dasein eines Straßenmusikers in der Londoner Baker Street beschreibt – Anderson lebte 1974 in dieser Straße. Das Stück ist ähnlich einer Suite in sechs Teile untergliedert, von denen die mittleren vier eigene Titel haben. Das Thema beschreibt den Straßenmusiker und sein Schicksal. Pig-Me and the Whore sind ein kleiner Mann und eine Prostituierte, die der Sänger beschreibt. Nice Little Tune ist ein Instrumentalstück, auf das Crash-Barrier Waltzer folgt, wo eine Obdachlose und ein Polizist beschrieben werden. Mother England Reverie handelt erneut von Straßenszenen und dem Musiker. Der Schlussteil entspricht dem ersten Teil, abgeschlossen durch ein kurzes Hörstück. Man hört, wie Anderson seine Gitarre beiseitelegt, noch einmal den Titel des Liedes summt und zur Tür geht, die aber verschlossen ist – worauf er verärgert ruft: I can’t get out! – „Ich komm’ nicht ’raus!“ Die Musikstile wechseln häufig; im Verlauf des Stückes und auch innerhalb einzelner Abschnitte kommt es immer wieder zu Wechseln zwischen Progressive-Rock- und Folkklängen. Zwischen den Abschnitten von Baker St. Muse gibt es deutliche Übergänge. Pig-Me and the Whore ist fast dem klassischen Rock zuzuordnen, während das nachfolgende Nice Little Tune eine Tull-typische vertrackte Komposition ist. Das Eingangsthema wird am Ende wiederholt, diesmal aber in einer rockigeren Version.
Grace ist ein besonders kurzes Stück. Der Sänger begrüßt Sonne, Vogel, seine „Lady“ und das Frühstück und fragt mehrdeutig, ob er es/sie morgen erneut kaufen kann. Das Lied wird von Anderson gesungen und auf der akustischen Gitarre gespielt und von Streichern begleitet. Eine solistische Streichermelodie beendet dieses letzte Stück der LP-Version.

### Bonustitel
Der Bonustitel Summerday Sands war die B-Seite der Single Minstrel in the Gallery, March the Mad Scientist und Pan Dance stammen von einer EP, die 1975 veröffentlicht worden war. Summerday Sands ist das einzige Stück der CD-Version in einer Durtonart. Teilweise dominiert ebenfalls die Akustikgitarre, teilweise etwas härtere Klänge. March the Mad Scientist ist ein folkiger, aber komplexer Song, der mit Akustikgitarre und Bass begleitet wird. Pan Dance ist ein Instrumentalstück mit Schwerpunkt auf der Querflöte, das Elemente der Barockmusik, aber auch des Jazz enthält. Die letzten beiden Titel der CD-Veröffentlichung sind kurze Ausschnitte aus live im Studio gespielten Titeln des ursprünglichen Albums.

## Cover
Die Plattenhüllen unterscheiden sich je nach Ausgabe leicht. Die Vorderseite zeigt einen Ausschnitt aus einer 1838 entstandenen Lithografie von Joseph Nash, Twelfth Night Revels in the Great Hall, Haddon Hall, Derbyshire, aus seinem Buch Architecture of the Middle Ages. („Architektur des Mittelalters“). Es ist eine sepia-weiße oder schwarz-weiße grobkörnig gezeichnete Szene in einem historischen Saal. Dort befinden sich zahlreiche Menschen, von denen viele maskiert sind, und einige Tiere, darunter ein Krokodil, auf dem ein Kind reitet. An der Wand hängen eine Ritterrüstung, Hirschgeweihe und mehrere Flaggen. Auf einer Empore bzw. Galerie (gallery) im Hintergrund stehen fünf ebenfalls kostümierte Spielleute (minstrels). Sie spielen Instrumente aus alter Zeit, etwa eine Laute. Der Schriftzug des Albums steht in schwarzen, relativ kleinen Buchstaben oben in der Mitte; das Label und dessen Logo sind unten rechts noch weniger auffällig bzw. auf anderen Ausgaben gar nicht abgebildet. Die Rückseite des Covers zeigt in Farbe Jethro Tull auf einer ähnlichen Empore in einer modernen Konzerthalle, Ian Anderson ist als einziger dunkel gekleidet, während die übrigen vier Musiker Weiß tragen. Im Saal stehen Pappkartons und allerlei Utensilien wie ein Dartboard, einige Musikinstrumente und kleine Möbel. Der Saal liegt weitgehend im Dunkeln. Informationen zum Album sind auf der Rückseite abgedruckt. Die Rückseite steht in Bezug zur Vorderseite auf dem Kopf. Die Songtexte sind in einigen Ausgaben auf der Innenhülle abgedruckt.

## Wirkung
Das Album erreichte Platz 20 in Großbritannien und Platz 7 in den USA. Bei Allmusic erhielt das Album vier von fünf möglichen Punkten. Die mit Platz 14 höchste Chartposition in Deutschland erreichte es 2015 mit der Neuauflage als 40th Anniversary Edition.

## Titelliste
Die Texte und Kompositionen stammen, wie bei Jethro Tull üblich, von Ian Anderson

### Seite A
1. Minstrel in the Gallery (8:09)
2. Cold Wind to Valhalla (4:17)
3. Black Satin Dancer (6:51)
4. Requiem (3:41)

### Seite B
1. One White Duck / 010 = Nothing at All (4:35)
2. Baker St. Muse (16:40)

Pig-Me and the Whore
Nice Little Tune
Crash-Barrier Waltzer
Mother England Reverie
1. Grace (0:37)

### Extratitel
Die überarbeitete CD enthält zusätzlich diese fünf Titel:
1. Summerday Sands (3:44)
2. March the Mad Scientist (1:48)
3. Pan Dance (3:25)
4. Minstrel in the Gallery – Live (2:11)
5. Cold Wind to Valhalla – Live (1:32)